# Giovanni Portinari
Giovanni Portinari (circa 1502/1508 – dopo il 1572) è stato un ingegnere italiano che lavorò per alcuni monarchi Tudor in Inghilterra. 
È noto in particolare per aver organizzato la demolizione del Priorato di Lewes nel 1538 su ordine di Thomas Cromwell, il primo ministro del re Enrico VIII.

## Biografia

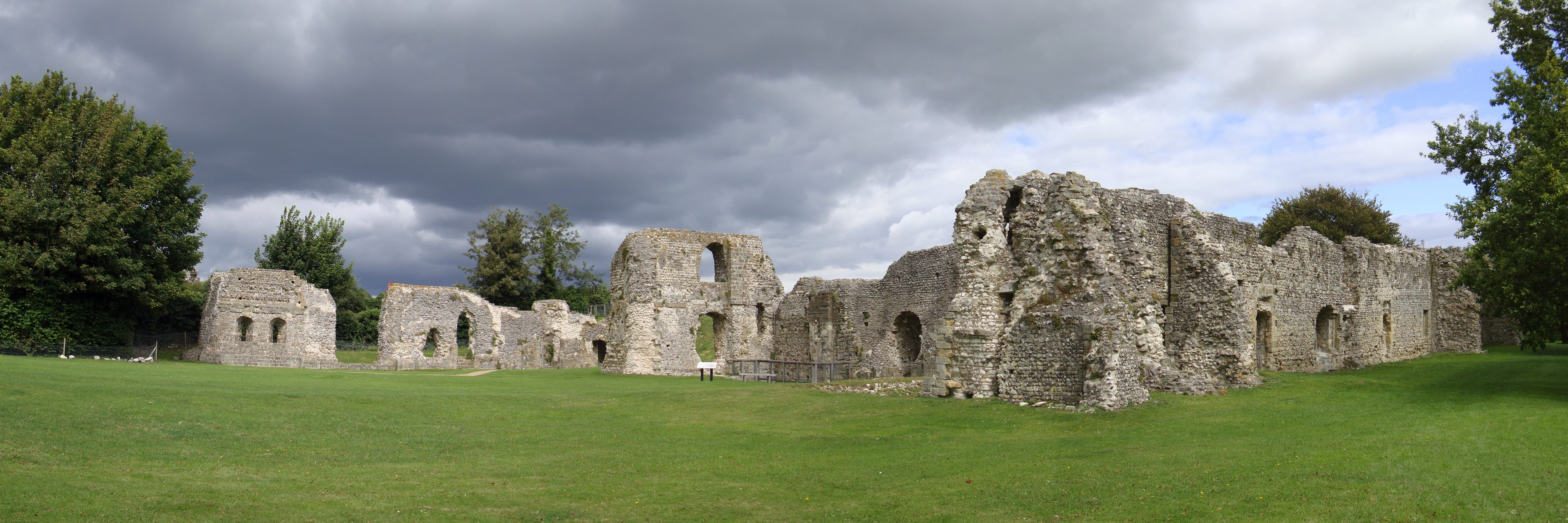
Le rovine del Priorato di Lewes

Si conosce molto poco dei primi anni di vita di Portinari, ma è possibile che sia nato a Firenze, città che ebbe alcune personalità di spicco con questo cognome, tra cui Beatrice Portinari e Tommaso Portinari.
È certo che Giovanni viveva in Inghilterra nel 1526, anno in cui fu registrato come uno dei gentiluomini della guardia del corpo di re Enrico (posizione che mantenne almeno fino al 1547), e nel febbraio 1537 fu formalmente naturalizzato come suddito inglese. Nello stesso periodo dimostrò ulteriormente il suo impegno verso la sua nuova patria sposandosi con una donna inglese.
Quando alla fine degli anni Trenta del Cinquecento iniziò la dissoluzione dei monasteri, Portinari fu assunto da Thomas Cromwell, primo ministro del re e principale architetto della politica antimonastica, per intraprendere la demolizione del priorato cluniacense di St Pancras a Lewes. Dopo aver completato il lavoro, Portinari presentò a Cromwell un rapporto dettagliato che, insieme alle prove materiali rinvenute sul sito, ha consentito di ricostruire il processo di demolizione ad un livello insolitamente particolareggiato. Innanzitutto, le tegole di piombo furono rimosse e fuse sul posto in fornaci portatili appositamente costruite. Fatto ciò, Portinari e i suoi uomini scavarono delle gallerie sotto le mura e poi appiccarono il fuoco al loro interno. Gli incendi bruciarono i puntelli di legno, causando il crollo dei tunnel e delle pareti sopra di essi. La maggior parte delle macerie furono successivamente smontate per ricavare materiali da costruzione per i cantieri della zona: le pietre del priorato sono ancora visibili nei muri di Southover Grange, una residenza nobiliare costruita nel 1572.

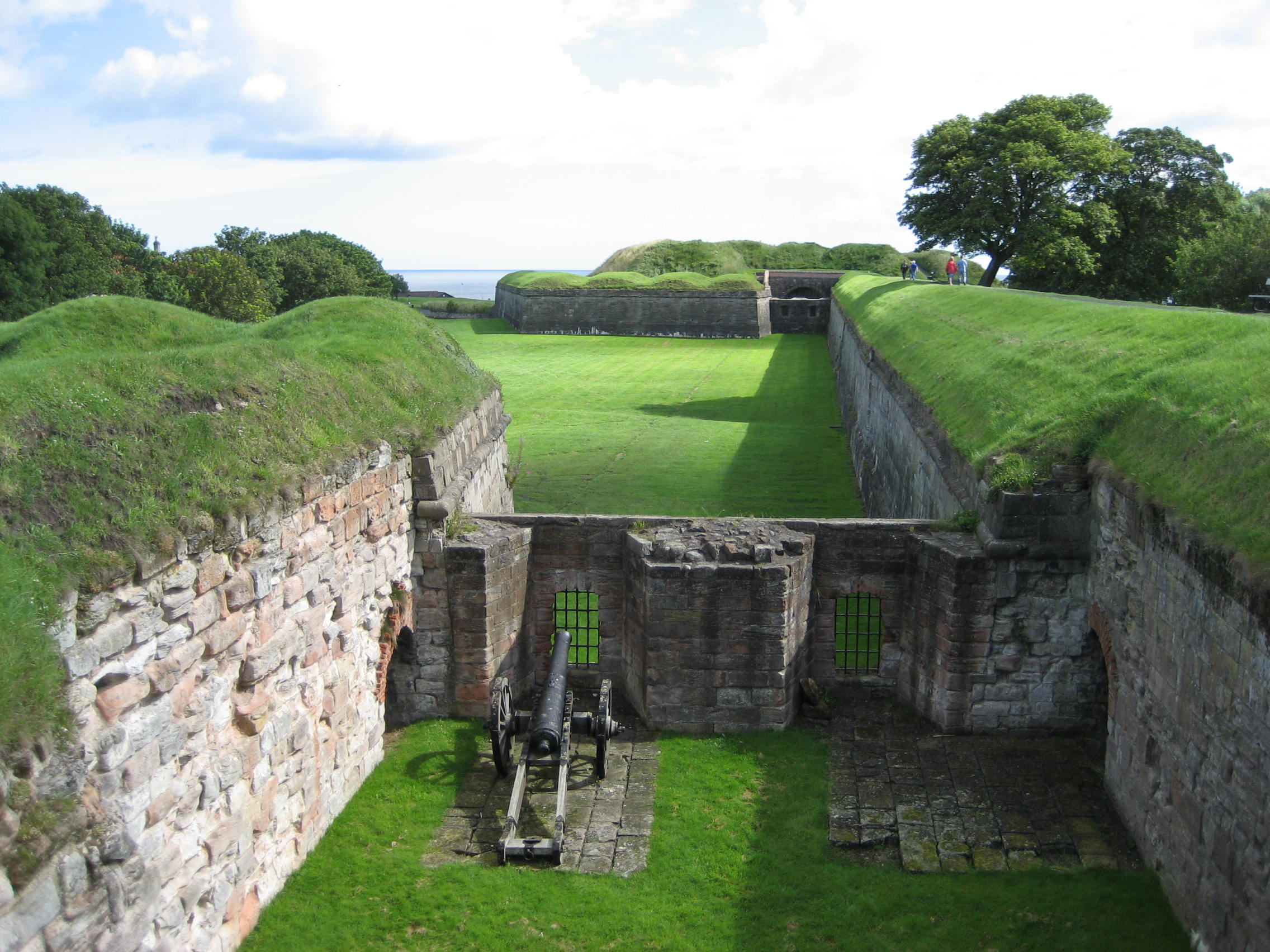
Le fortificazioni alla moderna di Berwick-upon-Tweed

Dopo la morte di Enrico VIII, Portinari intendeva continuare la sua attività servendo la figlia, Elisabetta I, e fu perciò raccomandato dal diplomatico Nicholas Throckmorton.  Nel 1560 fornì consulenza professionale sulla ricostruzione delle mura cittadine di Berwick-upon-Tweed, la vitale città di confine tra Inghilterra e Scozia. Le nuove fortificazioni venivano costruite nel moderno stile della trace italienne, così chiamato perché era nato durante le guerre d'Italia, e l'opinione di Portinari era chiaramente molto apprezzata per via delle sue origini italiane. Egli propose di estendere le mura a est fino alla costa, il che avrebbe reso la città notevolmente più facile da difendere dagli assalti da terra, ma il suo progetto fu respinto, apparentemente perché troppo costoso.  Portinari rimase comunque consulente del progetto per diversi anni, nonostante i frequenti disaccordi con l'ingegnere capo inglese, Sir Richard Lee, che continuarono almeno fino al 1564.
Della data e delle circostanze della morte di Portinari non ci sono tracce. Si presume che sia morto dopo il 1572, anno in cui è attestato per l'ultima volta.